# Fernando Pessoa
Fernando António Nogueira Pessoa (AFI: [fɨɾˈnɐ̃dw ɐ̃ˈtɔnju nuˈɣɐi̯ɾɐ pɨˈsoɐ], in portoghese europeo; Lisbona, 13 giugno 1888 – Lisbona, 30 novembre 1935) è stato un poeta, scrittore e aforista portoghese.
È considerato uno dei maggiori poeti di lingua portoghese, e per il suo valore è comparato a Camões. Il critico letterario Harold Bloom lo definì, accanto a Pablo Neruda, il poeta più rappresentativo del XX secolo.
Avendo vissuto la maggior parte della sua gioventù in Sudafrica, la lingua inglese giocò un ruolo fondamentale nella sua vita, tanto che traduceva, lavorava, scriveva, studiava e pensava in inglese. Visse una vita discreta, trovando espressione nel giornalismo, nella pubblicità, nel commercio e, principalmente, nella letteratura, in cui si scompose in varie altre personalità, contrassegnate da diversi eteronimi. La sua figura enigmatica interessa gran parte degli studi sulla sua vita e opera, oltre a essere il maggior autore della eteronimia.
Morì a causa di problemi epatici all'età di 47 anni nella stessa città dov'era nato. L'ultima frase che scrisse fu in inglese "I know not what tomorrow will bring" (Non so cosa porterà il domani) e si riportano come le sue ultime parole (essendo molto miope) "Dê-me os meus óculos!" (Mi dia i miei occhiali).

## Biografia
Não há nada mais simples.

Tem só duas datas - a da minha nascença e a da minha morte.

Entre uma e outra todos os dias são meus.»
non c'è niente di più semplice.

Ci sono solo due date – quella della mia nascita e quella della mia morte.

Tutti i giorni fra l'una e l'altra sono miei.»
(Fernando Pessoa/Alberto Caeiro, Poemas Inconjuntos. Scritto nel 1913-15; pubblicato in Atena numero 5, febbraio 1925)

### La giovinezza a Durban

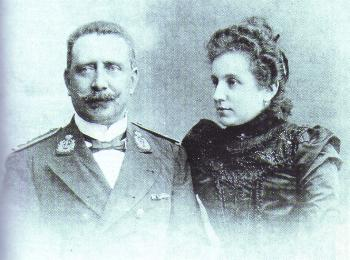
Il patrigno e la madre di Fernando Pessoa

Alle 15:30 del 13 giugno 1888 nasceva a Lisbona Fernando Pessoa. Il parto avvenne al quarto piano a sinistra del numero 4 del Largo de São Carlos, davanti all'Opera di Lisbona, il Teatro Nacional de São Carlos.
Suo padre era il funzionario pubblico del Ministero della Giustizia e critico musicale del «Diário de Notícias» Joaquim de Seabra Pessoa, di Lisbona; sua madre Maria Magdalena Pinheiro Nogueira, originaria della Ilha Terceira nelle Azzorre. Con loro vivevano anche la nonna Dionisia, malata mentale, e due zie non sposate, Joana ed Emilia.
Venne battezzato il 12 luglio nella Basílica de Nossa Senhora dos Mártires nel quartiere del Chiado. I padrini furono sua zia materna Ana Luísa Pinheiro Nogueira e il generale Cláudio Bernardo Pereira de Chaby. Il nome Fernando Antonio è collegato a Sant'Antonio di Padova, dalla cui famiglia la famiglia di Pessoa reclamava una discendenza genealogica. Il nome di battesimo del Santo era infatti Fernando de Bulhões, e il giorno a lui consacrato a Lisbona era il 13 giugno, lo stesso della nascita di Pessoa.
La sua infanzia e adolescenza vennero marcate da fatti che lo avrebbero influenzato in seguito. Cinque anni dopo il padre morì, a soli 43 anni, vittima della tubercolosi. Lasciò la moglie, il piccolo Fernando e suo fratello Jorge, che non avrebbe raggiunto l'anno di vita. La madre fu costretta a vendere parte della mobilia e a trasferirsi in una abitazione più modesta, al terzo piano di Rua de São Marçal, n. 104 (nell'odierna freguesia di Santo António). È in questo periodo che nasce il suo primo pseudonimo, Chevalier de Pas. Lui stesso rivelò questo fatto ad Adolfo Casais Monteiro in una lettera del 13 gennaio 1935, in cui parla diffusamente dell'origine degli eteronimi.
Nello stesso anno scrive il suo primo poema, un'epigrafe infantile dedicata "Alla mia amata mamma".

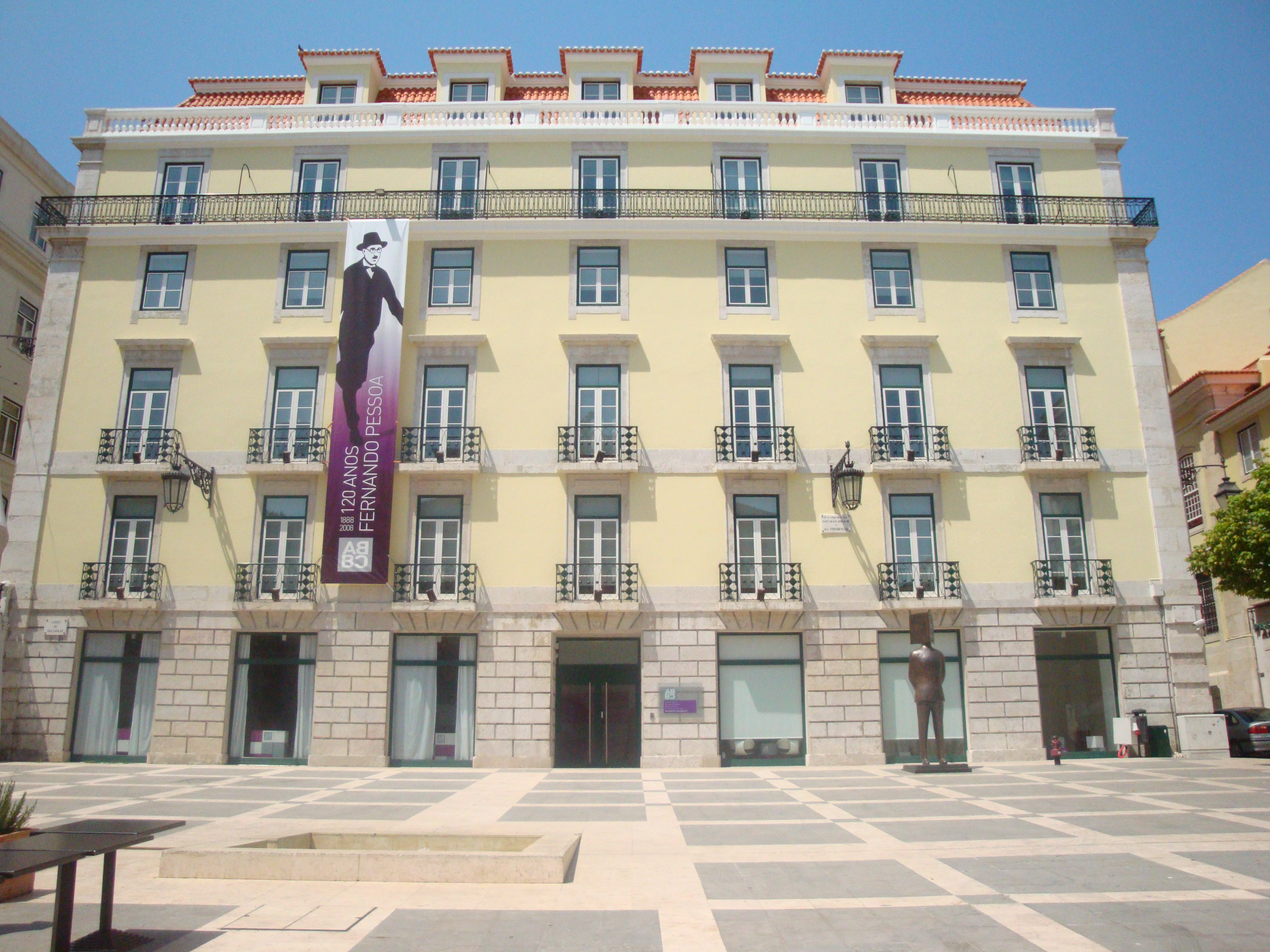
La casa natale di Fernando Pessoa, in Largo de São Carlos a Lisbona

Nel 1895 sua madre si risposa per procura con il Comandante João Miguel Rosa, console del Portogallo a Durban (Sudafrica), che aveva conosciuto un anno prima. In Africa Pessoa dimostrerà presto di possedere abilità letterarie.
A seguito del matrimonio si trasferisce con la madre e un prozio, Manuel Gualdino da Cunha, a Durban, dove passa la maggior parte della sua giovinezza. Viaggiano con la nave "Funchal" fino a Madera, e poi si imbarcano nel vascello inglese "Hawarden Castle" fino al Capo di Buona Speranza.
Dovendo dividere le attenzioni della madre con la prole del nuovo matrimonio e con il patrigno, Pessoa si isola, propiziandosi così momenti di intensa riflessione. A Durban riceve una educazione di stampo britannico, con un profondo contatto con la lingua inglese. I suoi primi testi e studi saranno infatti in inglese. Mantiene il contatto con la letteratura inglese con autori come Shakespeare, John Milton, Lord Byron, John Keats, Percy Shelley, Alfred Tennyson, e americana, con Edgar Allan Poe, solo per citarne alcuni. L'inglese giocò un ruolo importante nella sua vita, sia per il lavoro (divenne infatti corrispondente commerciale a Lisbona), sia per alcuni dei suoi scritti, che per traduzioni di opere quali "Annabel Lee" e "Il Corvo" di Edgar Allan Poe. Con l'eccezione del libro Mensagem, gli unici lavori pubblicati in vita saranno le due raccolte delle sue poesie in inglese: Antinous and 35 Sonnets e English Poems I - II e III, scritti fra il 1918 e il 1921.
Frequenta le scuole primarie nell'istituto dei frati irlandesi di West Street, dove riceve anche la prima comunione e riesce a concentrare 5 anni in soli 3. Nel 1899 entra nella Durban High School, dove resterà per tre anni e sarà uno dei primi alunni della classe. Nello stesso anno crea lo pseudonimo di Alexander Search, con cui si auto-invia delle lettere. Nel 1901 è promosso con distinzione nel primo esame della Cape School High Examination, e scrive le prime poesie in inglese. Nello stesso periodo muore sua sorella di due anni Madalena Henriqueta. Nelle vacanze parte con la famiglia per il Portogallo. Sulla stessa nave con la quale viaggiano si trova anche la salma della sorella defunta. A Lisbona abita con la famiglia nella zona di Pedrouços (nell'odierna freguesia di Belém), poi in Avenida D. Carlos I, n. 109 (nell'odierna freguesia di Misericórdia). Nella capitale portoghese nasce João Maria, quarto figlio del secondo matrimonio della madre.
Con il patrigno, la madre e i fratelli compie un viaggio nell'Ilha Terceira, nelle Azzorre, dove abita la famiglia materna. Si recano anche a Tavira per visitare i parenti del padre. In questo periodo scrive la poesia Quando ela passa.
Pessoa resta a Lisbona quando la famiglia rientra a Durban. Torna in Africa da solo con il vapore "Herzog". È il periodo in cui tenta di scrivere romanzi in inglese, e si iscrive alla Commercial School. Lì studierà la notte, perché durante il giorno si occupa di discipline umanistiche. Nel 1903 si candida all'Università del Capo di Buona Speranza. Nella prova di esame per l'ammissione non ottiene un buon punteggio, ma riceve il voto più alto fra 899 candidati nel saggio stilistico di inglese. Per questo riceve il Queen Victoria Memorial Prize.
Un anno dopo rientra alla Durban High School dove frequenta l'equivalente di un primo anno universitario. Approfondisce la sua cultura, leggendo classici inglesi e latini; scrive poesia e prosa in inglese, e nascono gli eteronimi Charles Robert Anon e H. M. F. Lecher; nasce sua sorella Maria Clara e pubblica nel giornale del liceo un saggio critico intitolato Macaulay. Infine, chiude i suoi ben avviati studi sudafricani raggiungendo all'università l'«Intermediate Examination in Arts», con buoni risultati.

### Rientro definitivo in Portogallo e inizio della carriera
Lasciando la famiglia a Durban rientra definitivamente nella capitale portoghese da solo nel 1905, dove abita presso una zia. La madre e il patrigno tornano a loro volta, e Pessoa si trasferisce a vivere con loro. Continua la produzione di poesie in inglese, e nel 1906 si immatricola nel corso superiore di lettere dell'Università di Lisbona, che però abbandona senza neanche completare il primo anno. È in questo periodo che entra in contatto con importanti scrittori della letteratura portoghese. Si interessa all'opera di Cesário Verde e ai sermoni di Padre Antônio Vieira sul Quinto impero, a loro volta basati sulle Trovas di Gonçalo Annes Bandarra, anch'esse facenti parte del bagaglio formativo di Pessoa. I suoi rientrano a Durban, e Fernando inizia a vivere con la nonna, che muore poco dopo, lasciandogli una piccola eredità. Passa quindi a dedicarsi alla traduzione di corrispondenza commerciale, un lavoro che viene normalmente definito "corrispondente estero". Sarà il suo lavoro per tutta la vita, con una modesta vita pubblica.
La prima pubblicazione di Pessoa in Portogallo è il saggio critico «A Nova Poesia Portuguesa Sociologicamente Considerada» («La nuova poesia portoghese considerata sociologicamente»), uscito nel 1912 sulla rivista A Águia, organo ufficiale del movimento Renascença Portuguesa, guidato dal poeta e pensatore saudosista Teixeira de Pascoaes. Da tale movimento, in seguito, Pessoa si distaccherà per divenire la figura di riferimento dei primi modernisti portoghesi e della loro rivista, Orpheu, pubblicata nel 1915.

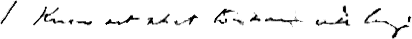
I know not what tomorrow will bring
(scritto autografo di Fernando Pessoa)

Pessoa viene ricoverato il 29 novembre 1935 nell'ospedale di Luís dos Franceses, vittima di una crisi epatica; si tratta chiaramente di cirrosi epatica, causata dall'abuso di alcool di tutta una vita. Il 30 novembre muore all'età di 47 anni. Negli ultimi momenti della sua vita chiede i suoi occhiali e invoca gli eteronimi. La sua ultima frase scritta è nella lingua in cui fu educato, l'inglese: I know not what tomorrow will bring (Non so cosa porterà il domani).

### Eredità
Si può dire che il poeta passò l'esistenza a creare altre vite attraverso i suoi eteronimi. Questa è stata la principale caratteristica di quest'uomo così pacato. Alcuni critici si sono chiesti se Pessoa abbia mai fatto trasparire il suo vero "io" o se tutta la sua produzione letteraria non fosse altro che il frutto della sua creatività. Quando tratta temi soggettivi e quando usa l'eteronimia, Pessoa diviene enigmatico fino all'estremo. Questo particolare aspetto è quello che muove gran parte delle ricerche sulla sua opera. Il poeta e critico brasiliano Frederico Barbosa dichiara che Fernando Pessoa fu «l'enigma in persona» (il sottile gioco di parole non viene reso nella traduzione, perché in portoghese "pessoa" significa "persona"). Scrisse dall'età di 7 anni fino al letto di morte. Aveva a cuore l'intelletto dell'uomo, giungendo a dire che la sua vita era stata una costante divulgazione della lingua portoghese; nelle parole del poeta riportate per bocca dell'eteronimo Bernardo Soares «la mia patria è la lingua portoghese». Oppure, attraverso un poema:
Come Pompeo, che disse che «navigare è necessario, vivere non è necessario» ("Navigare necesse est, vivere non est necesse"), Pessoa dice nel poema Navegar è Preciso che «vivere non è necessario; quel che è necessario è creare».
Su Pessoa il poeta messicano premio Nobel per la letteratura Octavio Paz dice che «il poeta non ha biografia: la sua opera è la sua biografia», e inoltre che «niente nella sua vita è sorprendente –nulla, eccetto i suoi poemi». Il critico letterario statunitense Harold Bloom lo considerò il poeta più rappresentativo del XX secolo assieme al cileno Pablo Neruda.
In occasione del cinquantenario della morte (1985) il suo corpo è stato traslato, come un eroe nazionale, nel monastero dos Jerónimos a Belém, Lisbona, vicino ai cenotafi di Camões e di Vasco da Gama.
La scrittrice portoghese Maria Gabriela Llansol trasformò Pessoa in un personaggio letterario, al quale diede nome «Aossê», che appare in vari libri dell'autrice.

### Pessoa e l'occultismo

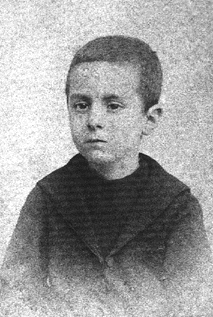
Fernando Pessoa a sei anni

Fernando Pessoa aveva dei legami con l'occultismo e il misticismo, con la massoneria e con i Rosacroce (benché non si conosca alcuna affiliazione concreta in una loggia o fraternità di una di queste associazioni), e difese pubblicamente le organizzazioni iniziatiche sul quotidiano Diario di Lisbona del 4 febbraio 1935 contro gli attacchi della dittatura dell'Estado Novo di Salazar. Uno dei suoi poemi ermetici più noti e apprezzati nei circoli esoterici si intitola "No Túmulo de Christian Rosenkreutz". Aveva l'abitudine di richiedere ed eseguire egli stesso delle consultazioni astrologiche e ha preso seriamente in considerazione la possibilità di esercitare l'astrologia a titolo professionale
Una volta, leggendo una pubblicazione del famoso occultista inglese Aleister Crowley, Pessoa vi trovò un errore nel calcolo della sua ora di nascita, e scrisse all'editore per informarlo che il suo oroscopo non era corretto. Crowley fu impressionato dalle conoscenze astrologiche di Pessoa e andò in Portogallo per incontrarlo. Con lui vi era una giovane artista tedesca, Hanni Jaeger, che in seguito corrispose anche con Pessoa. L'incontro fu cordiale, e terminò con il famoso "affaire" della "Boca do Inferno", nel quale Crowley inscenò con l'aiuto di Pessoa il suo finto suicidio.

### Nota autobiografica
Questa nota biografica fu scritta da Fernando Pessoa, il 30 marzo 1935, e venne parzialmente pubblicata come introduzione al À memória do Presidente-Rei Sidónio Pais, edito dalla casa Editorial Império nel 1940. Essendo un testo autografo, si noterà che è una "biografia" molto soggettiva e piuttosto incompleta, ma rappresenta i desideri e le interpretazioni dell'Autore in quel preciso momento della sua vita.

Lisbona, 30 marzo 1935 (nell'originale 1933, per apparente lapsus)
Nome completo Fernando António Nogueira Pessoa.
Età e provenienza Nato a Lisbona, chiesa dei Martiri, al n. 4 del Largo de San Carlos (oggi del Direttorio) il 13 giugno 1888.
Paternità e maternità Figlio legittimo di Joaquim de Seabra Pessoa e di D. Maria Madalena Pinheiro Nogueira. Nipote in linea paterna del generale Joaquim António de Araújo Pessoa, combattente nelle campagne liberali, e di D. Dionísia Seabra; nipote in linea materna del Consigliere Luís António Nogueira, giurista ed ex Direttore Generale del Ministero del Regno, e di D. Madalena Xavier Pinheiro. Ascendenza generale: misto di fidalgos ed ebrei.
Stato civile Celibe.
Professione La definizione più propria sarà «traduttore», la più esatta quella di  «corrispondente in lingue estere in aziende commerciali». L'essere poeta e scrittore non costituisce una professione, ma una vocazione.
Residenza Rua Coelho da Rocha, 16, 1ºD.to. Lisbona. (Indirizzo postale - Casella Postale 147, Lisbona).
Funzioni sociali svolte Se con questo si intende incarichi pubblici o funzioni di rilievo, nessuna.
Opere pubblicate L'opera è fondamentalmente dispersa, per ora,  in varie riviste e pubblicazioni occasionali. I libri e gli articoli che ritiene validi sono i seguenti: «35 Sonnets» (in inglese), 1918; «English Poems I-II» e «English Poems III» (sempre in inglese), 1922, e il libro «Mensagem», 1934, premiato dal Secretariado de Propaganda Nacional nella categoria «Poema». L'articolo  «O Interregno», pubblicato nel 1928, e consistente in una difesa della Dittatura Militare in Portogallo, deve essere considerato come non esistente. Tutto questo è da rivedere e molto forse da ripudiare.
Educazione In virtù, morto suo padre nel 1893, dell'aver sua madre sposato nel 1895, in seconde nozze, il Comandante João Miguel Rosa, Console del Portogallo a Durban, Natal, è stato colà educato. Ha vinto il premio Regina Vittoria di lingua inglese all'Università del Capo di Buona Speranza nel 1903, in occasione dell'esame di ammissione, a 15 anni
Ideologia Politica Pensa che il sistema monarchico sarebbe il più adatto per una nazione organicamente imperiale come è il Portogallo. Ma al tempo stesso ritiene la monarchia del tutto inattuabile in Portogallo. Per questo, se ci fosse un plebiscito sul tipo di regime, voterebbe, sebbene a malincuore, per la repubblica. Conservatore di stile inglese, cioè liberale all'interno del conservatorismo, e assolutamente antireazionario.
Posizione religiosa Cristiano gnostico, e quindi assolutamente contrario a tutte le Chiese organizzate, e soprattutto alla Chiesa di Roma. Fedele, per motivi che più avanti saranno impliciti, alla Tradizione Segreta del Cristianesimo, che è in stretto rapporto con la Tradizione Segreta in Israele (la Santa Cabbala) e con l'essenza occulta della Massoneria.
Posizione iniziatica Iniziato, per comunicazione diretta da Maestro a Discepolo, nei tre gradi minori dell' (apparentemente estinto) Ordine Templare del Portogallo.
Posizione patriottica Fautore di un nazionalismo mistico, da cui sia eliminata ogni infiltrazione cattolico-romana, per dar vita, se fosse possibile, a un sebastianismo nuovo che la sostituisca spiritualmente, ammesso che nel cattolicesimo portoghese ci sia mai stata spiritualità. Nazionalista che si ispira a questa massima: «Tutto per l'Umanità, niente contro la Nazione».
Posizione sociale Anticomunista e anti-socialista. Il resto si deduce da quanto detto sopra.
Riassunto di queste ultime considerazioni Tenere sempre a mente il martire Jacques de Molay, Gran Maestro dei Templari, e combattere, sempre e dovunque i suoi tre assassini: l'Ignoranza, il Fanatismo e la Tirannia.

## Opera poetica
Finge tão completamente

Que chega a fingir que é dor

A dor que deveras sente.»
Finge così completamente

Che arriva a fingere che è dolore

Il dolore che davvero sente.»
(Fernando Pessoa Autopsicografia. Pubblicato il 1º aprile 1931)
La grande creazione estetica di Pessoa è considerata l'invenzione degli eteronimi, che attraversa tutta la sua vita. A differenza degli pseudonimi, gli eteronimi sono personalità poetiche complete: identità che, inizialmente inventate, divengono autentiche attraverso la loro personale attività artistica, diversa e distinta da quella dell'autore originale. Fra gli eteronimi si trova lo stesso Fernando Pessoa, in questo caso chiamato ortonimo, che però sembra sempre più simile agli altri con la loro maturazione poetica. I tre eteronomi più noti, quelli con la maggiore opera poetica sono Álvaro de Campos, Ricardo Reis e Alberto Caeiro.
Un quarto eteronimo di grande importanza nell'opera di Pessoa è Bernardo Soares, autore del Livro do desassossego (Libro dell'inquietudine). Soares è talvolta considerato un semi-eteronimo, a causa delle notevoli somiglianze con Pessoa, e per non aver sviluppato una personalità molto caratterizzata.

Al contrario, i primi tre possiedono addirittura una data di nascita e di morte, quest'ultima con l'eccezione di Ricardo Reis. Proprio questo dettaglio venne sfruttato dal premio Nobel per la letteratura José Saramago per scrivere il libro L'anno della morte di Ricardo Reis.
Attraverso gli eteronimi, Pessoa condusse una profonda riflessione sulle relazioni che intercorrono fra verità, esistenza e identità. Quest'ultimo aspetto è notevole nell'aura di mistero che circondava il poeta.

### Ortonimo

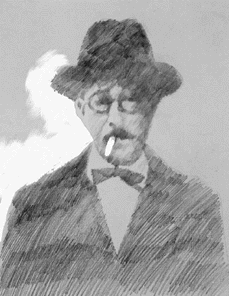
Ritratto di Fernando Pessoa
(autore: João Luiz Roth)

Pessoa Ortonimo è da considerarsi, su un piano metafisico, anch'egli un eteronimo, con la differenza rispetto agli altri, che tale personaggio porta il suo stesso nome: non si può certo identificare l'uomo Pessoa con l'Ortonimo, se non altro, per il semplice motivo che l'opera di questo è pressoché esclusivamente rivolta all'esoterismo, e quindi sarebbe riduttivo considerarla come tutto il pensiero del poeta.
Pessoa Ortonimo si può considerare come ciò che resta del poeta, tolti i suoi eteronimi, e la ricchezza interiore che gli davano: e ciò che resta è una ricerca spirituale della propria, personale, dimensione.
L'opera ortonima di Pessoa è passata per fasi distinte, ma fondamentalmente è una ricerca di un certo patriottismo perduto, con lo sguardo rivolto all'esoterismo: la patria ha un valore esistenziale e spirituale, è una dimensione interiore da cui l'uomo è andato in esilio. L'ortonimo fu profondamente influenzato, in vari momenti, da dottrine religiose come la teosofia e da società segrete come la massoneria.
La poesia che ne risulta possiede una certa aria mitica, eroica (quasi fosse una poesia epica, ma certo non nell'accezione originale del termine), e talvolta tragica.
Pessoa un poeta universale, nella misura in cui ci fornisce una visione simultaneamente multipla e unitaria della vita, pur con contraddizioni. È proprio nel tentativo di guardare il mondo in forma multipla (con un forte substrato di filosofia razionalista e anche con influenze orientali) che risiede una spiegazione plausibile alla creazione degli eteronimi più celebri.
L'opera principale del "Pessoa-sé-stesso" è "Mensagem" ("Messaggio"), una raccolta di poemi sui grandi personaggi storici portoghesi. Il libro fu inoltre l'unico pubblicato in vita dall'autore in lingua portoghese.
L'ortonimo è considerato simbolista e modernista, per l'evanescenza, l'indefinizione e l'insoddisfazione, e per l'innovazione praticata nelle diverse vie con cui formula il discorso poetico (sensazionismo, paulismo, intersezionismo, ecc.).

### Gli eteronimi e il giorno trionfale
Nella lettera ad Adolfo Casais Monteiro del 13 gennaio 1935, interrogato da questo sulla genesi dei suoi eteronimi, scrive:
Sempre nella stessa lettera, descrive così la nascita del suo primo eteronimo, il suo "giorno trionfale":

#### Alberto Caeiro
Saber ver sem estar a pensar,
Saber ver quando se vê,
E nem pensar quando se vê,
Nem ver quando se pensa.»
Saper vedere senza stare a pensare,
Saper vedere quando si vede,
E né pensare quando si vede,
Né vedere quanto si pensa.»
(Alberto Caeiro, eteronimo di Fernando Pessoa, «O Guardador de Rebanhos», in Athena, n. 4, 1925)
Secondo quanto detto da Pessoa sempre nella lettera ad Adolfo Casais Montero, Caeiro, nato a Lisbona nel 1879, avrebbe vissuto tutta la vita come contadino, quasi senza studi formali ma solo con una istruzione elementare; rimasto presto orfano, visse con la zia di uno dei genitori, grazie a una modesta rendita. Morì di tubercolosi (come il padre di Pessoa) nel 1915.
Alberto Caeiro è considerato il maestro tra gli eteronimi, per l'ortonimo e per Pessoa stesso che lo descrisse come il suo maestro di poesia, pur cosciente dell'assurdità di ciò. È noto anche come poeta-filosofo, ma rigettava questo titolo e propugnava una "non-filosofia". Credeva che gli esseri semplicemente "sono", e nulla più; era irritato dalla metafisica e da qualunque tipo di simbologia sulla vita.
In altri termini non credeva che il linguaggio e il pensiero fossero mezzi adatti a conoscere la Realtà, poiché essa è altrove.
Fu creato nella prima metà degli anni 1910, con l'intenzione, da parte di Pessoa, di farne un poeta bucolico. Possedeva un linguaggio estetico diretto, concreto e semplice, ma tuttavia sufficientemente complesso per il suo punto di vista riflessivo. Il suo ideale si può riassumere nel verso "C'è sufficiente metafisica nel non pensare a niente", mentre tra i temi da lui più esaltati nella sua opera si trovano la natura e la conoscenza di essa tramite i sensi fisici. Le sue opere di poesia sono O Guardador de Rebanhos, O Pastor Amoroso e Poemas Inconjuntos; la sua opera è raccolta nel volume "Poemas Completos de Alberto Caeiro".
Il giorno stesso in cui nacque Caeiro nella mente di Pessoa, il giorno trionfale, Pessoa lo concepì come già morto: egli fu il maestro prematuramente scomparso, di tutti gli eteronimi e dell'Ortonimo. Ciò che abbiamo di lui è un'opera postuma e il ricordo che ne avevano i suoi allievi.

#### Álvaro de Campos
Nunca serei nada.
Não posso querer ser nada.
À parte isso, tenho em mim todos os sonhos do mundo.»
Non sarò mai niente.
Non posso voler essere niente.
A parte questo, ho in me tutti i sogni del mondo.»
(Álvaro de Campos, eteronimo di Fernando Pessoa, «Tabacaria», in Presença, n. 39, 1933, p. 1)

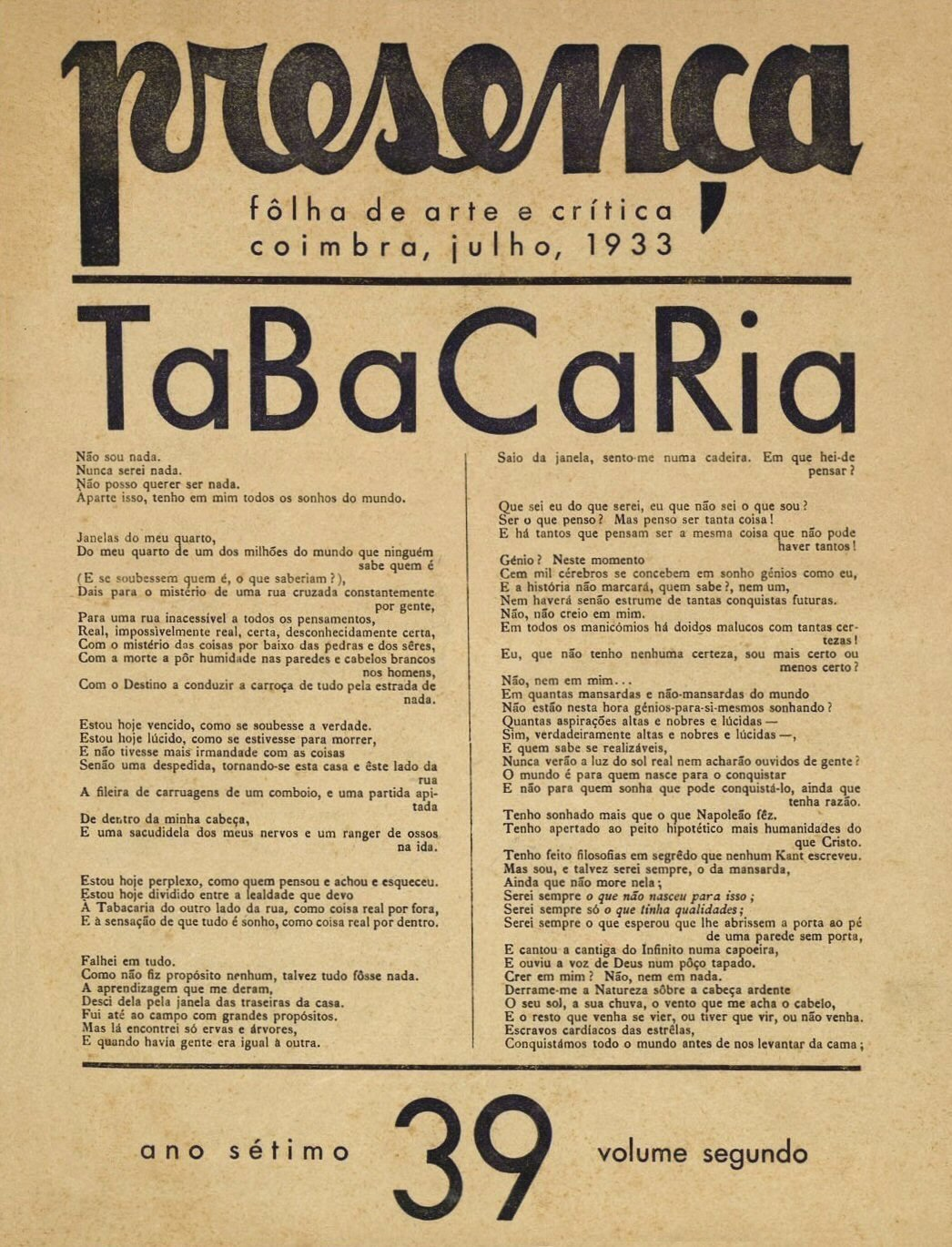
Álvaro de Campos, eteronimo di Fernando Pessoa, «Tabacaria» (in Presença, n. 39, 1933, p. 1)

Pessoa fece nascere Campos a Tavira (Portogallo), il 15 ottobre 1890, alle 13:30. Viene descritto come un uomo alto 1,75 m e fisicamente «tra il bianco e il bruno, del tipo vagamente dell'ebreo portoghese». Trasferitosi in Scozia, Campos studiò dapprima ingegneria meccanica e poi navale a Glasgow. Durante un viaggio in Oriente, compose la poesia Opiário. Uno zio di Beira, prete, gli insegnò il latino. Afflitto dalla sensazione di essere straniero in qualsiasi parte del mondo, una volta a Lisbona non esercitò la professione. In questa città era solito frequentare gli stessi luoghi amati da Pessoa, e con lui morì il 30 novembre 1935.
Fra gli eteronimi, Campos fu l'unico a manifestare fasi poetiche differenti nel corso della sua opera. Inizia la sua avventura come decadente influenzato dal simbolismo, ma aderisce presto al futurismo. A seguito di una serie di disillusioni esistenziali, assume una vena nichilista, che viene esplicitata nel poema "Tabacaria", considerato uno dei più noti della lingua portoghese, e quello che forse ha maggiormente influenzato altri autori.
Campos è il primo, tra gli eteronimi di Pessoa, a debuttare pubblicamente, nel primo numero della rivista Orpheu nel 1915, con le poesie Opiário e Ode Triunfal. A suo nome sono firmate alcune tra le poesie più importanti di Pessoa, tra le quali Tabacaria e Ode Marítima.
Col passare del tempo, la presenza di Campos si estese anche al di fuori dall'ambito letterario, come testimonia la corrispondenza tra Pessoa e la sua fidanzata Ofélia Queiroz. Lei intuì presto la minaccia che Campos rappresentava e se ne lamentò più volte col poeta. Il pericolo è stato confermato da alcuni studiosi che scorgono in questo eteronimo elementi di omosessualità e dunque di disturbo nel rapporto di coppia; Campos, insomma, avrebbe costituito il temibile terzo lato del triangolo amoroso.

#### Ricardo Reis
Teu exagera ou exclui.»
Di te esagera o escludi.»
(Ricardo Reis, eteronimo di Fernando Pessoa, in Presença, n. 37, 1933)

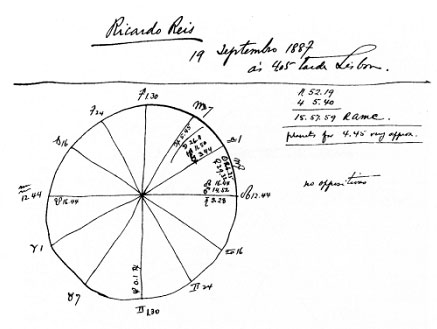
Tema natale di Ricardo Reis realizzato da Fernando Pessoa

L'eteronimo Ricardo Reis è descritto come un medico che si autodefinisce latinista e monarchico. Nacque a Porto nel 1887, si formò nelle lingue latino e greco, e si auto-esiliò in Brasile nel 1919, poiché contrario alla repubblica istituita in Portogallo nel 1910. Non si conosce l'anno della sua morte.
In un certo qual modo Reis simboleggia l'eredità classica nella letteratura occidentale, espressa con simmetria, armonia, una certa vena bucolica, con elementi epicurei e stoicismi: le sue poesie - o meglio, le sue Odes (Odi) - infatti s'ispirano ai classici greci e latini, soprattutto alla filosofia epicureista. L'inesorabile fine di tutti i viventi è una costante nella sua opera, sempre classica, depurata e disciplinata.
José Saramago continua l'universo di questo eteronimo nel romanzo O ano da morte de Ricardo Reis, in cui Reis torna a Lisbona dopo la morte di Pessoa e stabilisce un dialogo con il fantasma dell'ortonimo, ambedue sopravvissuti al loro creatore.

#### Bernardo Soares
Bernardo Soares è un semi-eteronimo di Pessoa, che definì Soares come "una semplice mutilazione della mia personalità: sono io senza il raziocinio e l'affettività." È l'autore del Libro dell'inquietudine, considerato una delle maggiori opere della letteratura portoghese del XX secolo. Bernardo Soares è un modesto impiegato in un ufficio (Vasques e Companhia) della Baixa di Lisbona. Molti frammenti del libro sono dedicati alle sensazioni provocate dall'universo della Baixa, poiché è da questi microcosmi che Bernardo Soares parte per creare la sua inquieta metafisica.

## Altri autori fittizi
Sono stati effettuati vari “censimenti” negli archivi di Pessoa per cercare di conoscere il numero esatto di eteronimi da lui inventati. Infatti, si può dire che lo scrittore portoghese avesse a disposizione un vero e proprio laboratorio di eteronimia, nel quale creava costantemente nuovi scrittori immaginari, abbandonandone presto alcuni e sviluppandone altri nel tempo.
Nel 2013, Jerónimo Pizarro e Patricio Ferrari hanno pubblicato un'antologia contenente testi di centotrentasei autori fittizi inventati da Pessoa: ai tre eteronimi Alberto Caeiro, Ricardo Reis e Álvaro de Campos (dotati di una costruzione estetica, psicologica e drammaturgica assai elaborata, accuratamente costruiti da Pessoa sulla base di precisi calcoli e corrispondenze astrologiche) e al semi-eteronimo Bernardo Soares, si aggiungono altre centotrentadue figure, alcune delle quali erano già state divulgate in precedenti edizioni.
Alcuni tra questi autori sono pressoché abbozzi di eteronimi, altri invece, in modo analogo ai tre eteronimi principali e a Soares, sono più strutturati e presentano una biografia, un'opera significativamente voluminosa, una caratterizzazione abbastanza avanzata. È questo certamente il caso di António Mora, la cui opera Pessoa non pubblicò, ma che nei suoi piani doveva essere l'eteronimo-filosofo e che appare in alcuni scritti come vero e proprio membro del gruppo dei "discepoli" di Caeiro, assieme a Reis, Campos e allo stesso Pessoa. Altri nomi rilevanti in questa proliferazione di alter ego sono Alexander Search (che scrive in inglese), Vicente Guedes (che doveva inizialmente essere l'autore del Libro dell'Inquietudine) e il Barone di Teive (autore de L'educazione dello stoico).

## Citazioni
Nunca serei nada.

Não posso querer ser nada.

À parte isso, tenho em mim todos os sonhos do mundo.»
Non sarò mai niente.

Non posso volere essere niente.

A parte questo, ho in me tutti i sogni del mondo.»
(Da "Tabacaria", considerato uno dei più bei testi della letteratura portoghese)
(Fernando Pessoa, Il libro dell'inquietudine di Bernardo Soares)

## Riconoscimenti
A Porto è stata creata la "Universidade Fernando Pessoa" (UFP), come omaggio al poeta.
Fernando Pessoa è il primo portoghese a figurare nella Pléiade (Collection Bibliotèque de la Pléiade), prestigiosa collezione francese di grandi nomi della letteratura.

## Cronologia

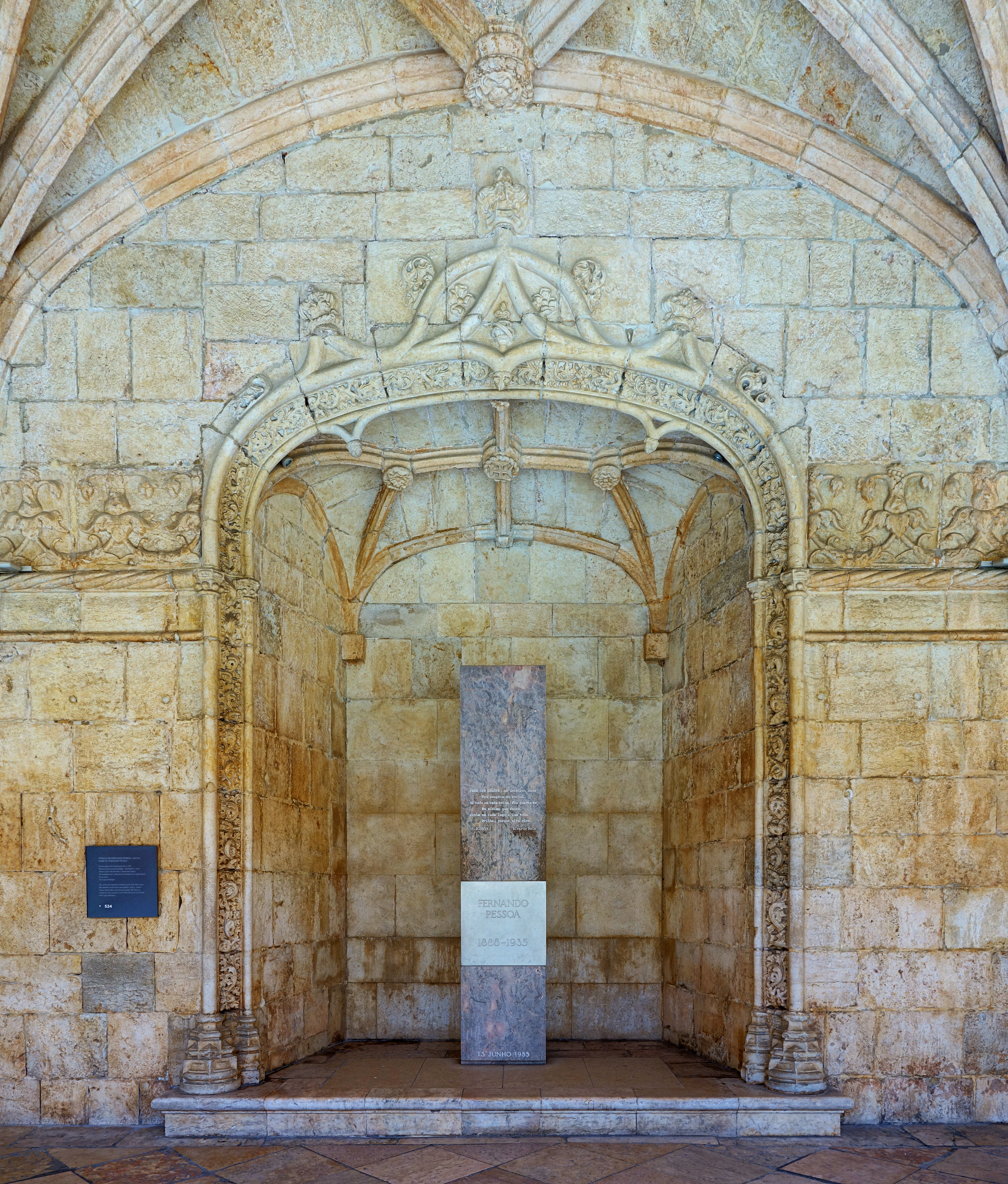
Tomba di Fernando Pessoa nel chiostro del monastero di San Gerolamo a Lisbona
(Foto del 2005)

1888: in giugno nasce Fernando António Nogueira Pessoa; in luglio viene battezzato.
1893: in gennaio nasce il fratello Jorge; il padre muore di tubercolosi il 13 luglio; la famiglia è obbligata a vendere all'asta parte dei beni.
1894: nel mese di gennaio muore il fratello Jorge; crea il suo primo eteronimo; João Miguel Rosa è nominato console interno a Durban.
1895: in luglio scrive il suo primo poema, e João Miguel Rosa parte per Durban; la madre di Pessoa si sposa con questi per procura in dicembre.
1896: il 7 gennaio viene concesso il passaporto alla madre, e partono per l'Africa; nasce Henriqueta Madalena, sorella del poeta, in ottobre.
1897: frequenta le scuole primarie nella West Street. Nello stesso istituto fa la prima comunione.
1898: nasce, in ottobre, la seconda sorella, Madalena Henriqueta.
1899: entra nella Durban High School in aprile; crea lo pseudonimo Alexander Search.
1900: in gennaio nasce il 3º figlio del matrimonio, Luís Miguel; in giugno, Pessoa passa l'esame Form III ed è premiato in francese.
1901: in giugno passa il primo esame, muore Madalena Henriqueta e inizia a scrivere le prime poesie in inglese; parte con la famiglia per il Portogallo in agosto.
1902: in gennaio nasce a Lisbona il fratello João Maria; in maggio va alla Ilha Terceira; in giugno la famiglia ritorna a Durban; in settembre li segue anch'egli.
1903: sostiene l'esame di ammissione all'Università del Capo, ottenendo il miglior voto nel saggio di stile di lingua inglese.
1904: in agosto nasce sua sorella Maria Clara e in dicembre termina i suoi studi in Sudafrica.
1905: rientra a Lisbona, dove abita presso una zia. Continua a scrivere poemi in inglese.
1906: s'immatricola nel Corso Superiore di Lettere. La madre e il patrigno rientrano a Lisbona, e Pessoa torna a vivere con loro.
1907: la famiglia ritorna ancora a Durban, e Pessoa si trasferisce dalla nonna. Lascia gli studi di lettere. In agosto muore la nonna.
1908: inizia a lavorare come corrispondente commerciale estero negli studi commerciali.
1910: scrive poesia e prosa in portoghese, inglese e francese.
1912: Pessoa esordisce come critico letterario sulla rivista A Águia, nel contesto della Renascença Portuguesa, provocando polemiche con la cerchia intellettuale portoghese.
1913: intensa produzione letteraria. Scrive O Marinheiro (Il marinaio).
1914: crea gli eteronimi Álvaro de Campos, Ricardo Reis e Alberto Caeiro. Scrive i poemi O Guardador de Rebanhos e anche il Libro dell'inquietudine
1915: in marzo esce il primo numero della rivista Orpheu. Pessoa "uccide" Alberto Caeiro.
1916: il suo amico Mário de Sá-Carneiro si suicida.
1918: Pessoa pubblica poemi in inglese, recensiti con distacco dal "Times".
1920: conosce Ofélia Queiroz. Sua madre e i suoi fratelli rientrano in Portogallo. In ottobre attraversa una grande crisi depressiva, che lo porta a pensare di internarsi in una casa di cura. Rompe con Ofélia.
1921: fonda la casa editrice Olisipo, per la quale pubblica poemi in inglese.
1924: appare la rivista "Atena", diretta da Fernando Pessoa e Ruy Vaz.
1925: il 17 marzo muore a Lisbona la madre del poeta.
1926: dirige con suo cognato la "Revista de Comércio e Contabilidade". Chiede il brevetto di una sua invenzione.
1927: passa a collaborare con la rivista Presença.
1929: riallaccia la relazione con Ophélia.
1931: rompe nuovamente con Ophélia.
1934: pubblica Mensagem.
1935: il 29 novembre, è ricoverato con diagnosi di colica epatica. Muore il giorno seguente, 30 novembre.

## Opere

### In Italia

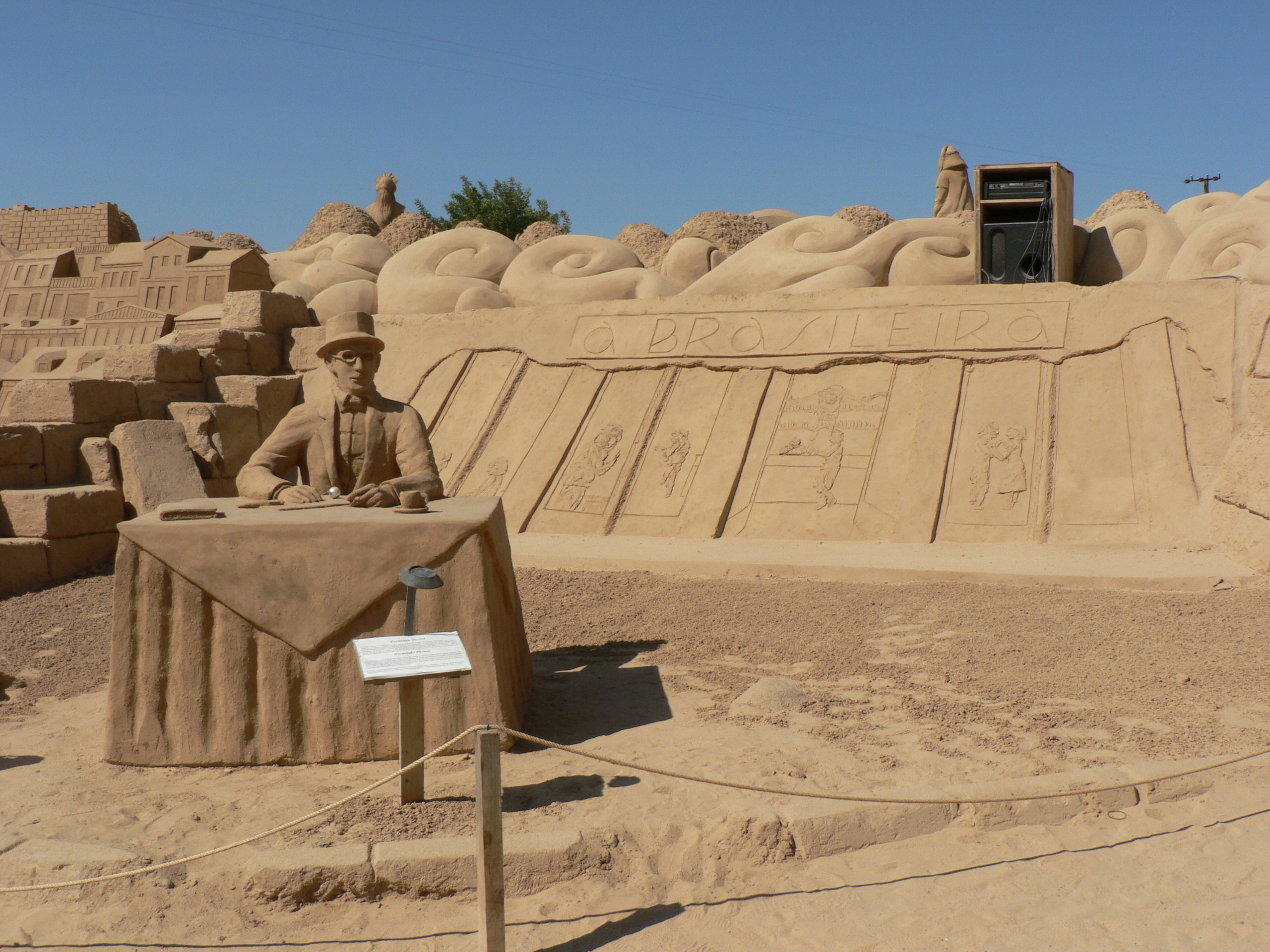
Scultura in sabbia raffigurante Fernando Pessoa a Pera (Algarve)
(realizzata nel 2007)

- Poesia (trad. di 4 poemas de Pessoa), in Poesia, Quaderno Secondo, pp. 370–373, Milano, Mondadori, 1945
- Pagine di letteratura portoghese (antologia), trad. P. A. Jannini, Milano, Nuova Accademia, 1955, pp. 384–93
- Il guardiano di greggi, a cura di Enrico Cicogna, Milano, Tip. Esperia, 1957, 73 pp.
- Il sonetto portoghese dalle origini ai nostri giorni (trad. di due sonetti da Passos da Cruz), trad. Leo Negrelli, Firenze, Il Fauno Ed., 1964
- Poesia di Fernando Pessoa, a cura di Luigi Panarese, con cronistoria della vita e delle opere, Milano, Lerici Editori, 1967 (portoghese/italiano)
- Imminenza dell'Ignoto, trad. e note di Luigi Panarese, Milano, Ed. Accademia, 1972, 337 pp.
- De Pessoa a Oliveira, "La Moderna Poesia Portoghese –Modernismo, Surrealismo, Neorealismo", a cura di Giuseppe Tavani, Milano, Ed. Accademia, 1973
- Chuva Oblíqua: dall'Infinito turbolento di Fernando Pessoa all'Intersezionismo portoghese, trad. Luciana Stegagno Picchio, "Quaderni Portoghesi" nº 2, autunno 1977, pp. 27–63
- Mumia, in "Quaderni Portoghesi" nº 2, Pisa, autunno 1977, pp. 69–73
- O Último Sortilégio, trad. Carmen Radulet, "Quaderni Portoghesi", nº 2, autunno 1977, p. 108
- Ultima maschera di Fernando Pessoa: le «Quadras ao gosto popular» (L'), trad. Silvano Peloso, in "Quaderni Portoghesi", nº 2, autunno 1977, pp. 127–47
- Una sola moltitudine, 2 volumi, a cura di Antonio Tabucchi e Maria José de Lancastre, Milano, Adelphi, 1979 (portoghese/italiano)
- Da Il guardiano di greggi di Alberto Caeiro, Poema Ottavo, a cura di Maria José de Lancastre, trad. Marco Forti, in "Almanacco dello Specchio", nº 9, pp. 70–81, Milano, Arnoldo Mondadori editore, 1980
- L'ultima sera, per voce femminile e cinque strumenti (1980), musica di Franco Donatoni su testi di Fernando Pessoa, Milano, Ricordi, 1981
- Due racconti del mistero, trad. Amina Di Munno, Genova, Herodote Ed., 1983, 74 pp.
- Il libro dell'inquietudine di Bernardo Soares, a cura di Maria José de Lancastre, Milano, Feltrinelli, 1986
- Il banchiere anarchico e altri racconti, trad. Leopoldo Carra e Claudio M. Valentinetti, Parma, Guanda, 1986 (tit. orig. O banqueiro anarquista - A very original dinner - O roubo da Quinta das Vinhas)
- Faust, a cura di Maria José de Lancastre, trascrizione del manoscritto originale di Teresa Sobral Cunha (Fausto. Tragédia Subjectiva), Torino, Einaudi, 1988 ISBN 8806598791
- Lettere a Ofelia, trad. e introduzione di Ettore Finazzi-Agrò, L'Aquila-Roma, Japadre, 1988, 73 pp.
- Lettere alla fidanzata, con una testimonianza di Ophélia Queiroz, a cura di Antonio Tabucchi, Milano, Adelphi, 1978, 124 pp. (titolo orig.: Cartas de amor de Fernando Pessoa)
- Il marinaio, trad. Antonio Tabucchi, Torino, Einaudi, collana "Scrittori tradotti da scrittori", 1988 (testo in portoghese a fronte) ISBN 8806113933
- Nove poesie di Alvaro de Campos e sette poesie ortonime, a cura di Antonio Tabucchi, Bologna, Baskerville, 1988, 61 pp.
- Il poeta è un fingitore, a cura di Giuseppe Tavani, L'Aquila-Roma, Japadre, 1988, 111 pp. ISBN 8870061841
- Il poeta è un fingitore, duecento citazioni scelte da Antonio Tabucchi, Milano, Feltrinelli, 1988, 94 pp. ISBN 8807050625
- Il violinista pazzo, a cura di Amina Di Munno, Roma, Lucarini, 1989 207 pp. ISBN 8870333493; poi Milano: Mondadori 1995 ISBN 8804394811
- Quartine di gusto popolare, introduzione di Sandro Naglia, trad. S. Naglia e Mariavittoria Altieri, Pescara, Edizioni Tracce, 1992; nuova ed. con la Bibliografia Completa delle Opere di FP a cura di S. Naglia: 2011; 208 pp.  ISBN 9788874337842
- Grandes misterios habitam, omaggio a Pessoa per soprano e orchestra, musica di Mauro Bortolotti, testo di Fernando Pessoa, Roma, Edipan, 1992
- L'ora del diavolo, trad. e prefazione di Andrea Ciacchi, Roma, Biblioteca del Vascello, 1992 ISBN 887227012X
- Lisbona: quello che il turista deve vedere, Roma, Voland, 2011 ISBN 9788862430890
- L'enigma e le maschere (44 poesie), a cura di Pietro Civitareale, Faenza, Moby Dick, 1993 ISBN 8885122310; poi Milano: Mondadori 1996 ISBN 8804424362
- Poesie, a cura di Luigi Panarese, Firenze, Passigli, 1993 ISBN 8836802885; poi con il titolo 48 poesie, Milano: Mondadori, 1997 ISBN 8804436131
- Poesie di Álvaro de Campos, a cura di Maria José de Lancastre, trad. Antonio Tabucchi, Milano, Adelphi, 1993
- Epitalamio, trad. Sandro Naglia, Pescara, Edizioni Tracce, 1994; 56 pp.
- Scritti di sociologia e teoria politica, a cura di Brunello De Cusatis, Roma, Settimo Sigillo, 1994, 222 pp.
- Ultimatum e altre esclamazioni, a cura di Ugo Serani, Roma, Robin, 1994, 105 pp.
- Una cena molto originale, a cura di Amina Di Munno, Milano, A. Mondadori, 1995 (contiene anche Il furto della Villa delle Vigne, trad. Roberto Mulinacci) ISBN 8804404558; poi Firenze, Passigli, 2004 ISBN 8836807771
- Politica e profezia. Appunti e frammenti 1910-1935, a cura di Brunello De Cusatis, Roma, Antonio Pellicani, 1996, 348 pp.
- Tre saggi di critica letteraria, ed. Sandro Naglia, in: "Tracce" nº 42-43, giugno 1996
- Aforismi sull'arte, traduzione e nota di Sandro Naglia, in "Micromega", nº 5/1997
- Alla memoria del Presidente-Re Sidónio Pais, saggio introduttivo e trad. Brunello De Cusatis, Roma, Antonio Pellicani, 1997, 70 pp. (tit. orig. À Memória do Presidente-Rei Sidónio Pais)
- Maschere e paradossi, a cura di Perfecto E. Cuadrado, trad. di Valentina Cecconi, Domenico Corradini Broussard e Bruno Pucci, Firenze, Passigli, 1997 ISBN 8836804632
- Mio caro nininho: da Ofelia a Fernando Pessoa 1920-1932, a cura di Manuela Nogueira e Maria da Conceicao Azevedo, trad. Roberto Francavilla e Cecilia Pero, Milano, Archinto, 1997 ISBN 8877682167
- Odi di Ricardo Reis, a cura di Libero Corsi, Milano, La vita felice, 1997, 95 pp. ISBN 888631471X
- Pagine esoteriche, a cura di Silvano Peloso, Adelphi edizioni, Milano, 1997, 236 pp. ISBN 8845912817
- L'ora del diavolo, a cura di Teresa Rita Lopes, Firenze, Passigli, 1998 ISBN 8836805299
- I trentacinque sonetti, a cura di Ugo Serani, Firenze, Passigli, 1999, pp. 93 ISBN 8836805027
- Novelle poliziesche, trad. Roberto Mulinacci e Amina Di Munno, Firenze, Passigli Editori, 1999, 141 pp. (titolo orig. A Very Original Dinner, Novelas Policiárias). ISBN 8836805469
- Poemi di Alberto Caeiro, a cura di Pierluigi Raule, Milano, La vita felice, 1999 283 pp. ISBN 8877990635
- Economia & commercio. Impresa, monopolio, libertà, a cura di Brunello De Cusatis, postfazione di Alfredo Margarido, Roma, Ideazione, 2000
- Poesie esoteriche, a cura di Francesco Zambon, Parma, Guanda, 2000 147 pp. ISBN 8882460231; poi Milano, TEA, 2002 ISBN 8850201281
- Epitaffi, presentazione e traduzione di Sandro Naglia, in "Micromega", nº 3/2001
- Il banchiere anarchico, a cura di Ugo Serani, Firenze, Passigli Editori, 2001, pp. 93 ISBN 8836806139
- Fantasie di interludio (1914-1935), a cura di Fernando Cabral Martins, Firenze, Passigli, 2002 ISBN 8836807011
- Poesie di Alberto Caeiro, a cura di Fernando Cabral Martins e Richard Zenith, Firenze, Passigli, 2002 ISBN 8836806775
- Lisbona: quello che il turista deve vedere, trad. Luca Merlini, Firenze, Passigli, 2003, ISBN 8836807151
- Messaggio, a cura di Fernando Cabral Martins, ed. ital. a cura di Paolo Collo, Firenze, Passigli, 2003 ISBN 883680618X
- La divina irrealtà delle cose. Aforismi e dintorni, a cura di Richard Zenith, trad. Guia Boni, Firenze, Passigli Editori, 2004, pp. 109 ISBN 8836808603
- L'educazione dello stoico, a cura di Richard Zenith, trad. e prefazione di Luciana Stegagno Picchio, Torino, Einaudi, 2005 ISBN 8806176056
- Le poesie di Ricardo Reis, a cura di Manuela Parreira da Silva, trad. italiana a fronte di Laura Naldini, Virginiaclara Caporali e Luigi Panarese, Firenze, Passigli, 2005 ISBN 8836809111 Premio Leone Traverso nella XXXVI edizione 2006 del "Premio Monselice per la traduzione"
- Prose di Ricardo Reis, a cura di Manuela Parreira da Silva, ed. ital. a cura di Laura Naldini, Firenze, Passigli, 2005 ISBN 8836809219
- Quartine, a cura di Luísa Freire, ed. ital. a cura di Luciana Stegagno Picchio, Firenze, Passigli, 2005 ISBN 8836807968
- I racconti, Firenze, Passigli, 2005, 220 pp. contiene A hora do Diablo (trad. di Roberto Mulinacci), O banqueiro anarquista (trad. di Ugo Serani), A very original dinner, Novelas policiárias (trad. di Amina Di Munno) ISBN 8836809278
- Il ritorno degli dèi. Opere di António Mora, a cura di Vincenzo Russo, Macerata, Quodlibet, 2005 ISBN 8874620624
- Sono fluito e altre poesie, a cura di Susanna Mati, trad. Ivana Adeleke Araujo Belnuovo, Pistoia, Via del vento, 2005 ISBN 8887741794
- Il caso Vargas, a cura di Simone Celani, Roma, Il filo, 2006 ISBN 887842367X
- Lettera a un poeta, Ed. Sandro Naglia, in "Micromega" nº 5/2006
- L'ora del diavolo, prefazione di Andrea Ciacchi, trad. Maria Chiara Passa, Roma, Il filo, 2006 ISBN 887842255X
- Saggi sulla lingua, cura e trad. di Simone Celani, Roma, Il filo, 2006 ISBN 8878423467
- Pagine di estetica, a cura di Micla Petrelli, Macerata, Quodlibet, 2007 ISBN 9788874621149
- Racconti dell'inquietudine, a cura di Piero Ceccucci, trad. Orietta Abbati, Piero Ceccucci, Laura Naldini, Giorgio De Marchis, Simone Celani, Milano, BUR, 2007, 288 pp. ISBN 9788817018982
- Il custode di greggi, a cura di Paolo Collo, trad. Pierluigi Raule e Luigi Panarese, Firenze, Passigli, 2007 ISBN 9788836810581
- Mare del Portogallo e altre poesie, trad. Simonetta Masin, postfazione di Martino Baldi, Pistoia, Via del vento, 2007 ISBN 9788862260060
- Vite di Fernando Pessoa scritte da sé medesimo, a cura di Paolo Collo, Firenze, Passigli, 2007 ISBN 883681025X
- Cronache della vita che passa, seguito da Il caso Aleister Crowley, a cura di Paolo Collo, Firenze, Passigli, 2008 ISBN 9788836811076
- Il libro dell'inquietudine (di Bernardo Soares), a cura di Piero Ceccucci, Roma, Newton Compton, 2008 ISBN 9788854105911
- Tre sonetti di Fernando Pessoa, trad. Luigi Panarese, Firenze, "Quartiere" nº 3, 2008
- I casi del dottor Abilio Quaresma. Romanzi e racconti polizieschi, a cura di Guia Boni e Paolo Collo, Roma, Cavallo di ferro, 2009 ISBN 9788879070522
- Poesie, a cura di Piero Ceccucci, prefazione di José Saramago, BUR/Rizzoli, Milano, 2009
- L'esistenza spirituale: tutte le poesie ortonime, Milano, Acquaviva, 2009, 1023 pp. ISBN 9788878772403
- Finzioni d'amore: lettere con Ofélia Queiroz, a cura di Paolo Collo, Firenze, Passigli, 2009 ISBN 9788836811274
- "Il mondo che non vedo", a cura di Piero Ceccucci, postfazione di José Saramago, trad. di Piero Ceccucci e Orietta Abbati, BUR/Rizzoli, Milano, 2009
- Sulla tirannia, a cura di Roberto Mulinacci, Parma, Guanda, 2009 ISBN 9788860881670
- Il banchiere anarchico, introduzione di Fulvio Abbate, Roma Nova Delphi Libri, 2010 ISBN 9788890514968
- La vita non basta. Racconti, favole e altre prose fantastiche, trad. di Virginiaclara Caporali, cura di Zetho Cunha Gonçalves, Roma, Vertigo, 2010
- Trois chansons mortes, prefazione e traduzione di Sandro Naglia, con una incisione di Sandra Antonelli, Francavilla al Mare-Roma, IkonaLìber, 2012 ISBN 9788897778110
- Poesie di Fernando Pessoa, a cura di Antonio Tabucchi e Maria José de Lancastre, Milano, Adelphi, 2013, (portoghese/italiano) ISBN 9788845928437
- Sul Portogallo, a cura e traduzione di Vincenzo Russo, Parma, Diabasis, 2014.
- Perché sognare di sogni non miei, a cura di Eusebio Trabucchi, trad. it. di Silvia Bilotti, L'orma, Roma, 2014.

## Voci correlate

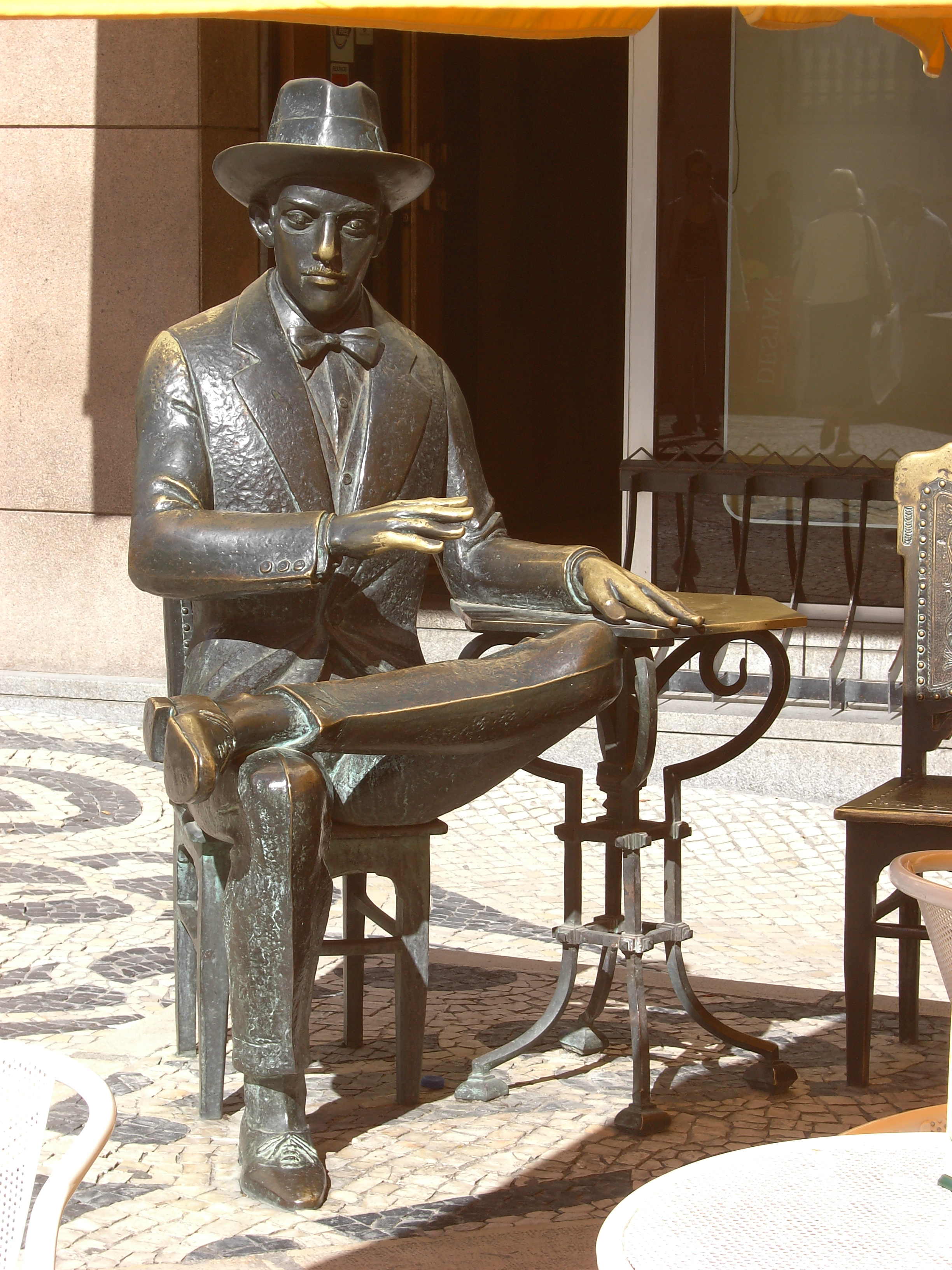
Statua in bronzo di Pessoa realizzata da Lagoa Henriques, posta di fronte al caffè "A Brasileira" (in passato ritrovo di intellettuali e artisti), Chiado, Lisbona
Fotografia di Nol Aders (2005)

### In Portogallo
- Fernando Pessoa. Una sola moltitudine, trad. Antonio Tabucchi, Porto, Edições ASA, 1988, português/italiano
- Mensagem, fot. Jorge Barros; design João Machado; pref. José Augusto Seabra; trad. di António Tabucchi, Porto, ASA, 1988, 243 p., il., português/castelhano/francês/italiano/romeno
- Textos Filosoficos de Fernando Pessoa - ed. por A. de Pina Coelho. Lisboa, 1994.
- L'«Ode Marítima» di Fernando Pessoa, tradotta e commentata da Orietta Del Bene, in "Estudos Italianos em Portugal", Lisboa, Istituto italiano di cultura in Portogallo, n. 33-34-35, 1970-71-72, pp. 41–100.
- La poesia di Fernando Pessoa, saggio e traduzioni di Luca Frediani, in "Estudos Italianos em Portugal", Lisboa, Istituto italiano di cultura in Portogallo, n. 14-15, 1955-56, pp. 125–168.

## Omaggi musicali
- Il cantautore brasiliano Caetano Veloso ha composto una canzone chiamata Lingua con un verso ispirato da una frase di Pessoa, contenuta nel Libro dell'Inquietudine: «La mia patria è la lingua portoghese». Il verso fa: La mia lingua è la mia patria / io non ho patria: ho una matria. / Voglio una fratria.
- Prima di lui il compositore Tom Jobim aveva musicato il poema O Tejo é mais belo que o rio que corre pela minha aldeia (Il Tago è più bello del fiume che passa nel mio paesino).
- Il cantante Ritchie ha musicato un testo di Pessoa tradotto in inglese, Meantime.
- Il cantante sardo Mariano Deidda ha interpretato i testi di Pessoa in diversi suoi dischi, interamenti dedicati a musicare i versi pessoani.
- Roberto Vecchioni ha scritto una canzone dedicata a lui; al primo ascolto, "Le lettere d'amore", ispirata al carteggio con la fidanzata Ofelia, appare una critica feroce al distacco dalla "realtà" del plurimo poeta; in realtà, dietro le amare parole di Vecchioni, si nasconde (neanche tanto) una profondissima ammirazione, e l'intima convinzione che Pessoa abbia saputo suonare quelle corde che in tanti hanno pizzicato, senza produrre suono alcuno. L'invito è a trascendere la letteralità (come è necessario di fronte a ciò che ha davvero importanza), e a riflettere su un passo del testo della canzone: "...e gli sfuggì che il senso delle stelle non è quello di un uomo, e si rivide nella pena di quel brillare inutile, di quel brillare lontano...".
- Bevinda ha inciso un album, intitolato Pessoa Em Pessoas, musicando poemi dell'autore portoghese.
- Il compositore Mario Totaro ha scritto  Cinque Lieder Esoterici, su mariototaro.it. URL consultato il 22 febbraio 2010 (archiviato dall'url originale il 17 ottobre 2010). per mezzosoprano e pianoforte su poesie di Pessoa.
- Il gruppo musicale portoghese Moonspell nell'album Irreligious, ha voluto rendere omaggio al poeta con la canzone "Opium" (della quale è stato realizzato un famoso video avente come protagonista il poeta), la cui strofa finale è tratta proprio da un'opera di Pessoa: "Opiàrio".
- Lucio Dalla cita Pessoa in Malinconia d'ottobre.
- Il compositore Mirco De Stefani ha composto e inciso la suite "De la musique" per flauto solo, dedicata a Fernando Pessoa, ed "Estrada de Sintra" per soprano e sette strumenti, dalla poesia "Ao volante do Chevrolet pela estrada de Sintra".
- La band italiana The Zen Circus citano la frase tratta da Il libro dell'inquietudine di Bernardo Soares "Tutto è imperfetto, non c'è tramonto così bello da non poterlo essere di più" nel videoclip della canzone "Canta che ti passa"
- Nel 1998 il gruppo di musica pop rock e dream pop britannico Drugstore ha dedicato una canzone a Pessoa dal titolo Song for Pessoa, inclusa nell'album White Magic for Lovers